# 康世儒
康世儒（1964年1月16日—），曾任苗栗縣竹南鎮民代表、竹南鎮鎮長、立法委員及任務型國民大會代表。

## 生平
康世儒早年屬苗栗黃派地方派系，並由前縣長何智輝拉拔加入政界。其後，他從鎮民代表起步踏入政壇，之後擔任縣議員，並連任14，15屆竹南鎮長，於第15屆鎮長任內辭職，參與2009年的苗栗縣第一選舉區立委補選當選成為立法委員。然則，他並未繼續參選連任立委，而是在立委任期末參與第16屆竹南鎮長補選而當選，但同年被臺灣高等法院臺中分院指出違反《地方制度法》第57條的「連選得連任一次」的規定，因此被宣判當選無效定讞。
康世儒於2009年苗栗縣第一選區立法委員補選勝出後表示「苗栗縣歷來選舉，沒有買票、綁樁而能勝選幾乎是零；這次勝選象徵苗栗縣首次擺脫『買票縣』的陰影。」立法院院長王金平亦表示竹南鎮民的信任以及區域平衡也是勝選的原因。民進黨主席蔡英文也於第一時間表達恭賀，並表示這是選民的勝利，選民的標準勝過國民黨的標準。
康世儒表示堅持全民最大黨，不加入任何政黨。只要是符合民眾權益的提案，不管是藍軍、綠營提出，都會連署支持。尊重多數民意的自主性投票，不會被藍、綠陣營牽著鼻子走。他並表示，選舉是一時的，苗栗縣未來建設的發展，才是永遠的，選舉激情過後，希望大家都能夠回到自己的工作崗位上，為這片土地繼續努力。他並說，陳鑾英是一位可敬的對手，將來會將陳鑾英提出的政見列入參考。至於縣政府向中央爭取的各項建設與經費，也會全力以赴，為苗栗縣創造更美好的未來。

### 竹南鎮鎮長補選與當選無效案
2011年，因竹南鎮鎮長謝清泉於任內病逝，故舉行竹南鎮第16屆鎮長補選，康世儒以61%的得票率擊敗由中國國民黨提名的廖英利，但臺灣高等法院臺中分院於2012年11月13日判決當選無效確定。苗栗地方法院認為擔任第14、15屆鎮長康世儒超過連任次數，當選無效。立法院為此在2014年立下康世儒條款，以避免爭議。
2014年參選苗栗縣縣長，僅在其家鄉竹南鎮得票數取得領先，最終敗給轉戰縣長的徐耀昌，得票位居第三。2016年，在退出國民黨後首度加入政黨，以民國黨籍回鍋參選立委，但選區八鄉鎮全盤皆墨，就連家鄉及執政過的竹南鎮都敗給了尋求連任的陳超明。

## 爭議

### 反奢侈稅
由於康世儒在2011年4月6日立法院初審俗稱奢侈稅的特種貨物及勞務稅條例草案議程裡，公開表示反對。其所抱持的理由為此次修法牽涉到六、七十相關產業，影響八萬以上的從業人員，但是行政院方面沒有相關配套，而且美國早有失敗前例，他不希望奢侈稅「為了打三隻蒼蠅，反而打死一大片螞蟻」。工商時報在隔天新聞內容，甚至提到：「藍委、綠委發言的內容，大多表態支持奢侈稅，或有條件支持，即使有不同的聲音，也是在質詢台上說說算了，實質審查時並沒反對。真正表態反對的，只有無黨籍康世儒1人而已」。

## 選舉紀錄
| 年度 | 選舉屆數               | 選舉區                 | 所屬政黨   | 得票數    | 得票率  | 當選標記     | 備註 |
| ---- | ---------------------- | ---------------------- | ---------- | --------- | ------- | ------------ | ---- |
| 1998 | 第十四屆苗栗縣議員選舉 | 苗栗縣第四選舉區       | 中國國民黨 | 3,732     | 7.09%   |              |      |
| 2002 | 第十四屆竹南鎮鎮長選舉 | 苗栗縣竹南鎮           | 中國國民黨 | 14,180    | 47.45%  |              |      |
| 2005 | 第十五屆竹南鎮鎮長選舉 | 苗栗縣竹南鎮           | 中國國民黨 | 29,439    | 100.00% |              |      |
| 2005 | 任務型國民大會代表選舉 | 任務型國民大會代表選舉 | 中國國民黨 | 1,508,384 | 38.92%  |              |      |
| 2009 | 第七屆立法委員補選     | 苗栗縣第一選舉區       | 無黨籍     | 41,696    | 50.98%  |              |      |
| 2012 | 第十六屆竹南鎮鎮長補選 | 苗栗縣竹南鎮           | 無黨籍     | 26,987    | 61.40%  | 判決當選無效 |      |
| 2014 | 第十七屆苗栗縣縣長選舉 | 苗栗縣                 | 無黨籍     | 60,356    | 19.06%  |              |      |
| 2016 | 第九屆立法委員選舉     | 苗栗縣第一選舉區       | 民國黨     | 23,134    | 17.34%  |              |      |
| 2018 | 第十八屆竹南鎮鎮長選舉 | 苗栗縣竹南鎮           | 無黨籍     | 11,762    | 27.67%  |              |      |
| 2022 | 第十九屆竹南鎮鎮長選舉 | 苗栗縣竹南鎮           | 無黨籍     | 18,860    | 45.17%  |              |      |

## 相關連結
- 2009年苗栗縣第一選區立法委員補選
- 台灣地方派系
- 康世儒條款

| 官衔             | 官衔                                  | 官衔                 |
| ---------------- | ------------------------------------- | -------------------- |
| 苗栗縣竹南鎮公所 |                                       |                      |
| 前任： 葉財益    | 竹南鎮鎮長 2002年3月1日－2009年4月1日 | 繼任： 范陽添 (代理) |

## 外部連結
- 康世儒的Facebook專頁
- YouTube上的康世儒頻道